# Ołena Bondarenko (ur. 1974)
Ołena Bondarenko (ukr. Олена Анатоліївна Бондаренко, ros. Елена Анатольевна Бондаренко; ur. 26 maja 1974 w Makiejewce) – ukraińska dziennikarka i polityk, od 2006 deputowana do Rady Najwyższej Ukrainy V i VI kadencji.

## Życiorys
Urodziła się w rodzinie górnika i pielęgniarki. Studiowała historię, a w 1996 ukończyła studia z dziedziny dziennikarstwa na Donieckim Uniwersytecie Państwowym. W 2004 uzyskała dodatkowe wykształcenie w Donieckiej Państwowej Akademii Administracji i Zarządzania.
W 1997 podjęła pracę w lokalnym oddziale telewizji „Inter” – TRK Nowyj Donbass, gdzie prowadziła cotygodniowe audycje: „Labirynty polityki” i „Kronika polityczna”. W 2001 została rzecznikiem prasowym lokalnej Partii Zielonych, następnie podjęła współpracę z Borysem Koleśnikowem, przewodniczącym Rady Obwodowej w Doniecku, aresztowanym w kwietniu 2005 w sprawie tzw. Południowo-Wschodniej Ukraińskiej Republiki Autonomicznej ogłoszonej na zjeździe w Siewierodoniecku. Podczas jego pobytu w areszcie była w centrum uwagi ukraińskich mediów. W 2006 uzyskała mandat posłanki z listy Partii Regionów, podejmując pracę w Komisji Wolności Słowa i Informacji oraz Podkomisji ds. Reklamy (była jej szefową). Zasiadała w Komisji Tymczasowej ds. Zbadania Okoliczności Śmierci Heorhija Gongadzego. Podczas kampanii wyborczej 2007 stanęła na czele sekcji komunikacji i informacji sztabu Partii Regionów. Uzyskała reelekcję jako posłanka do Rady Najwyższej VI kadencji, gdzie pełni m.in. obowiązki przewodniczącej Podkomisji ds. Radia i Telewizji.
Mieszka wraz z rodziną w Doniecku. Jest członkiem Narodowego Związku Dziennikarzy Ukrainy. W 2007 zajęła 38 miejsce wśród 100 najbardziej wpływowych kobiet Ukrainy w rankingu przeprowadzonym przez pismo „Focus”.